# Csipegető csibe
A csipegető csibe egy emblematikus magyar lemezjáték az 1960-as, 70-es, 80-as évekből.

## Története magyar vonatkozásban
A csipegető csibe a magyar Lemezárugyár terméke volt, 1958 októberétől gyártották és szinte minden családban játszottak vele a gyerekek. 
Az előzményét Németországból hozta a Lemezárugyár akkori vezetője. Ettől függetlenül tény, hogy ilyen formában a citromsárga kis lemezjáték csak Magyarországon honos.

## Kinézet
A kulcsa hosszabb, mint a szokványos lemezjáték kulcsok, hogy elférjen a csibe lábai között, mivel a hasán kell felhúzni.
Az első kiviteleken még volt céglogó, kezdetekben rézszínű a lába, későbbin már fekete és a logó is eltűnik.
A doboza zöld és kék színben készült.
Balról jobbra: Német csibe, kínai csibe és magyar csibe.
Céglogók: LEMEZÁRUGYÁR BP. , L FOREIGN
Céglogók a dobozon: L LEMEZÁRUGYÁR BUDAPEST

## Működése
Felhúzva csipegető mozgást végez, mintha a földről szedné a magot.